# Juri II.
Juri II. Wsewolodowitsch (russisch Юрий Всеволодович; * 26. November 1188; † 4. März 1238) war ab 1218 Großfürst von Wladimir aus dem Geschlecht der Rurikiden. Er war Sohn Wsewolod Jurjewitschs.
Kurz vor seinem Tod rief Wsewolod Jurjewitsch 1211 eine Versammlung aus Adligen, Geistlichkeit und Stadtbürgern ein, von der er sich eine Durchbrechung des Senioratsprinzips absegnen lassen wollte: Sein Sohn Juri sollte seine Nachfolge antreten. Dies gelang allerdings nicht. Nach Wsewolods Tod riss zunächst der ältere Bruder Konstantin die Macht an sich. Juri musste fliehen. Erst nach Konstantins Tod 1218 konnte er die Herrschaft antreten.
1221 gründete er Nischni Nowgorod. Juris Herrschaft war vor allem von Bemühungen geprägt, die Machtstellung zu sichern, die sein Vater für das Fürstentum Wladimir erkämpft hatte. Juri konnte die Herrschaft über Nowgorod sichern, erfolgreiche Feldzüge gegen die Wolgabulgaren führen und seine Oberhoheit bei mehreren russischen Fürsten durchsetzen. Anfang März 1238 fiel er bei dem Versuch, die durch ganz Russland vorwärts drängenden Tataren am Fluss Sit aufzuhalten. Auch Wladimir fiel unter die Herrschaft der Tataren. Damit war die kurze Blütezeit des Großfürstentums vorerst beendet. Der russische Nordosten zerfiel nach Juris Tod wieder, mit Ausnahme der kurzen Wiederherstellung der Zentralmacht unter Alexander Newski. Sein jüngerer Bruder Jaroslaw II. trat die Nachfolge Juris II. an.